# DBH
DBH är ett amerikanskt botaniskt mått som används för att mäta diametern på stammen på ett stående träd. DBH är akronym för Diameter at Breast Height och är en av de vanligaste dendrometriska mätmetoderna.

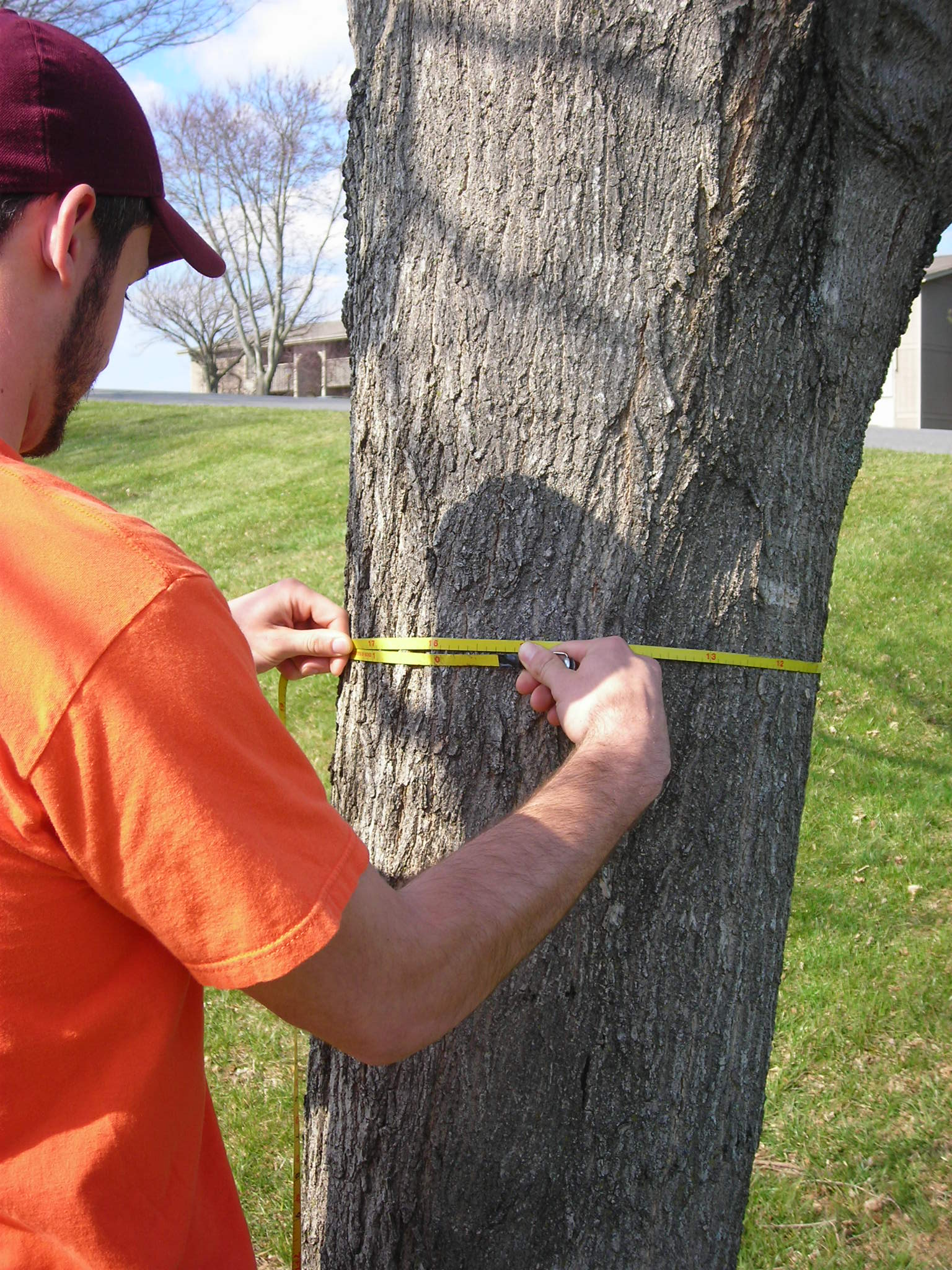
Mätning av trädets diameter i brösthöjd. Se till att bandet är helt jämnt och att det inte är knäckt, för att inte skeva avläsningen av diametern.

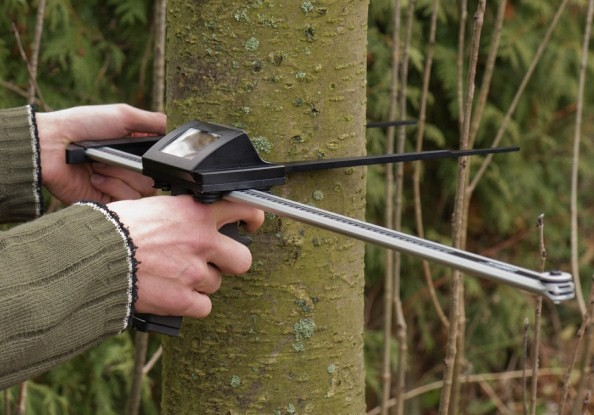
Elektroniska skjutmått kan mäta diameter i brösthöjd och skicka mätdata via bluetooth till en fältdator.

Trädstammar mäts i höjd med en vuxen människas bröst, vilket definieras olika i olika länder och situationer. I många länder mäts DBH på cirka 1,3 m (4,3 fot) över marken.

## Global variation och vetenskaplig precision
Höjden kan göra en väsentlig skillnad för den uppmätta diametern.
I USA mäts DBH vanligtvis på 4,5 fot (1,37 m) över marken. I vissa länder, som Australien, Indien, Malaysia, Myanmar, Nya Zeeland och Sydafrika, har brösthöjdsdiametern historiskt uppmätts på en höjd av 1,4 m (4 ft 7 tum), men på grund av mycket aktiv forskning om allometri som tillämpas på träd och skogar, är konventionen på 1,3 m (4,3 fot) mer lämplig. Prydnadsträd mäts vanligtvis på 1,5 meter över marken. 
Vissa författare har hävdat att termen DBH bör avskaffas eftersom höjderna vid vilka diametern mäts är alltför varierande och oprecisa, och oprecisa mätningar kan starkt påverka skogsbruksberäkningar av biomassa. Föreslagna  alternativ har framfört Dx varvid x anger den exakta höjden över marken (och längs stammen) vid vilken diametern mäts. Till exempel betecknar D130 en diameter mätt 130 cm över marken och längs stammen.
På sluttande mark tas referenspunkten "ovan marken" vanligtvis vid den högsta punkten på marken som berör stammen, men vissa använder medelvärdet mellan de högsta och lägsta punkterna på marken. Om DBH-punkten faller på en svullnad i stammen är det vanligt att mäta omkretsen under svullnaden vid den punkt där diametern är minst. Andra tvetydiga inställningar för att bestämma den exakta platsen där diametern ska mätas ges i Dahdouh-Guebas &; Koedam (2006).

## Metodik
De två vanligaste instrumenten som används för att mäta DBH är en omkrets (eller diameter) omkretsband och skjutmått.
Ett omkretsband mäter trädets faktiska omkrets och bandet är graderat i delar om π centimeter (3,14159 cm). Måttet förutsätter att stammen har ett cirkulärt tvärsnitt och ger en direkt omvandlad avläsning av diametern. Det är korrekt för de flesta plantageträd.
Skjutmått består av två parallella armar varav den ena är fixerad och den andra kan glida längs en skala. Skjutmåttet hålls i rät vinkel mot stammen med armarna på vardera sidan av stammen. Precisionen kan förbättras på icke-cirkulära stammar genom att ta genomsnitt av två tjockleksmätningar i rät vinkel mot varandra. Elektroniska skjutmått är också tillgängliga som gör det möjligt att göra mycket exakta mätningar och lagra dem för vidare analys.